# Fruitvale Station
Fruitvale Station (br: Fruitvale Station: A Última Parada) é um filme de drama biográfico estadunidense de 2013 escrito e dirigido por Ryan Coogler, baseado nos eventos que levaram à morte de Oscar Grant, um jovem que foi morto em 2009 pela policia na estação de trem de Fruitvale, em Oakland.
O filme é estrelado por Michael B. Jordan como Grant com Kevin Durand, Chad Michael Murray, Melonie Diaz, Ahna O'Reilly e Octavia Spencer.
Fruitvale Station estreou no Festival de Cinema de Sundance de 2013, onde ganhou o Grande Prêmio do Júri e o Prêmio do Público. Foi exibido na seção Un Certain Regard do Festival de Cannes, onde ganhou o prêmio Melhor Filme de Estréia. O filme foi lançado nos cinemas em 12 de julho de 2013.

## Elenco
- Michael B. Jordan como Oscar Grant III
- Melonie Diaz como Sophina Mesa
- Kevin Durand como Oficial Caruso (baseado em Tony Pirone)
- Chad Michael Murray como Oficial Ingram (baseado em Johannes Mehserle)
- Ahna O'Reilly como Katie
- Octavia Spencer como Wanda Johnson
- Christina Elmore como Ashae
- Tamera Tomakili como Lauren
- Chris Riedell como Joe
- Denzel Worthington como Darius
- Jonez Cain como Danae
- Jasmin Bristow como Karen
- Chris Mocorro como Donald
- Robert Ajlouny como Oficial Newsom
- Noah Staggs como Oficial Davidson
- Joey Oglesby como Daniel Cale

## Recepção
No Rotten Tomatoes o filme tem uma classificação média de 8,13/10 com base em 212 avaliações. O consenso crítico afirma: "Apaixonante e poderoso, Fruitvale Station serve como uma celebração da vida, uma condenação da morte e um triunfo para a estrela Michael B. Jordan". No Metacritic, o filme recebeu uma pontuação média de 85 de 100, com base em 46 críticas, indicando "aclamação universal".